# Даукстская волость
Да́укстская волость (латыш. Daukstu pagasts) — одна из четырнадцати территориальных единиц Гулбенского края Латвии. Расположена на Алуксненской возвышенности в районе Гулбенского вала и части Северо-Латвийской низменности с Адзельским подъёмом и Лубанской равниной.
Граничит с городом Гулбене, Яунгулбенской, Страдской, Лигской и Галгаускской волостями своего края, а также с Ругайской волостью Ругайского края и Индранской волостью Лубанского края.
Наиболее крупные населённые пункты Даукстской волости: Стари (волостной центр), Бричи, Даукстес, Элстес, Крапа, Леясанджи, Ливес, Плоскупи, Шляукас.
По территории волости протекают реки: Педедзе, Аудиле, Крусталице, Лиеде, Нидрите, Олене.
Крупные водоёмы: озеро Ушурс.
Высшая точка: 162.5 м.
Национальный состав: 87,5 % — латыши, 9,5 % — русские.
Волость пересекают автомобильные дороги Гулбене — Мадона и Гулбене — Лубана, а также железнодорожная линия Гулбене — Рига (железнодорожная станция Элсте).

## История
В XIX веке земли нынешней Даукстской волости находились на территории Крапского поместья, а также некоторых других полупоместий.
В 1768—1775 в Крапском поместье работала школа. В 1870 году открылась волостная школа. В 1905 году в Элсти было основано первое в Латвии общество производителей молочной продукции.
После Второй мировой войны были организованы колхоз «Узвара» и совхоз «Стари», существовавшие до 1992 года.
В 1945 году в Яунгулбенской волости Мадонского уезда был образован Дауктский сельский совет, который в 1947—1949 годах находился в составе Гулбенского уезда. В 1949 году произошла отмена волостного деления и Дауктский сельсовет входил в состав Цесвайнского (1949—1956) и Гулбенского района (после 1956). В 1965 и 1977 годах к Дауктскому сельсовету были присоединены части территорий Страдского сельсовета и совхоза «Стари».
В 1990 году Дауктский сельсовет был реорганизован в волость. В 2009 году, по окончании латвийской административно-территориальной реформы, Дауктская волость вошла в состав Гулбенского края.
На 2002 год в волости находились 5 экономически активных предприятия, Дауктская начальная школа, волостная библиотека, Дом культуры, фельдшерские и акушерские пункты (в Дауксте и Стари), 3 почтовых отделения, метеорологическая станция, мототрасса.